# Puerto Serrano
Puerto Serrano ist eine Kleinstadt und eine südspanische Gemeinde (municipio) mit 6.898 Einwohnern (Stand: 2024) im Nordosten der Provinz Cádiz in der Autonomen Region Andalusien. Sie gehört zu den weißen Dörfern von Cádiz.

## Geografie
Die Gemeinde liegt im hügeligen Norden der Provinz Cádiz. Sie wird vom Fluss Guadalete durchquert.

## Bevölkerungsentwicklung
| Jahr      | 1842 | 1900 | 1950 | 2000 | 2020 |
| Einwohner | 1559 | 3945 | 5034 | 6810 | 6945 |

Trotz der zunehmenden Mechanisierung der Landwirtschaft, der Aufgabe bäuerlicher Kleinbetriebe und dem daraus entstandenen Mangel an Arbeitsplätzen auf dem Lande ist die Einwohnerzahl der Gemeinde seit den 1950er Jahren leicht gestiegen.

## Geschichte
Zur Zeit von Al-Andalus befand sich hier eine Festung. 1240 erfolgte die christliche Eroberung des Ortes. Die Gemeinde entstand 1615 aus Teilen der Gemeinde Morón. 

## Sehenswürdigkeiten
- Kirche Iglesia de Sta. María Magdalena
- Dorfplatz